# ژان-فرانسوا ژودار
ژان-فرانسوا ژودار (فرانسوی: Jean-François Jodar‎؛ زادهٔ ۲ دسامبر ۱۹۴۹) بازیکن سابق و مربی فوتبال اهل فرانسه است.
از باشگاه‌هایی که در آن بازی کرده‌است می‌توان به باشگاه فوتبال المپیک لیون، باشگاه فوتبال استاد رنس، باشگاه فوتبال استراسبورگ و باشگاه فوتبال المپیک لیون اشاره کرد.
وی همچنین در تیم ملی فوتبال فرانسه بازی کرده‌است.